# Абрамцево (музей-заповідник)
Абра́мцево — село-садиба в Загорському (тепер Сергієво-Посадському) районі Московської області.

## Загальна характеристика
Тут писав свої твори Сергій Аксаков, бували Микола Гоголь, Іван Тургенєв, Михайло Щепкін. У 1870—90 Абрамцево стає значним центром російського художнього життя. Тут жили і творили Віктор Васнецов («Альонушка», «Богатирі»), Ілля Рєпін («Хресний хід», почато «Запорожців»), Марко Антокольський, Полєнов Василь Дмитрович, Валентин Сєров («Дівчинка з персиками»), Михайло Врубель, Костянтин Коровін, Ісаак Левітан, Михайло Нестеров, Віктор Гартман та інші. В аматорських виставах Абрамцево, що стали основою приватного оперного театру Мамонтова в Москві, брали участь Костянтин Станіславський, Шаляпін та інші.

## Історія

### Назва
Село згадується в грамоті великого князя Івана Васильовича від 1504 року як деревня Обрамова. У 1584 році наводиться вже форма Обрамково, а в XVIII вже вживаються варіанти з тими ж суфіксами, але в акаючій формі: сельцо Аврамова, Абрамково. Сучасний варіант Абрамцево узвичаюється з 1862 р. Топонім має безсумнівно антропонімічне походження: від особового імені Абрам (Аврам). Версія, що виводить його з діалектного обрамок («край лугу біля узлісся, пригору, з джерелами, мочарями») розглядається як помилкова.

### Головінський період
Історична назва поселення — Обрамково. Від нього походить і сучасна назва. На початку 18 ст. маєток придбав унтер-лейтенант флоту — Федір Головін. Саме Головін і почав розбудову садиби, наблизивши її вигляд до тодішних уяв про дворянську садибу. Зусиллями Федіра Головіна проведено розпланування ділянки, створені штучні земляні тераси на схилі до річки Ворі, побудовано двірський будинок з дерева, викопано два ставки, закладено фруктовий сад. Небагата садиба мала також два маленьких села на три та 10 селянських осель. За часів Головіна у 1768 р. проведено межування садиби і створений її план, який зберігається нині в музеї-садибі.
Слід зауважити, що садиба з часів Головіна мало змінювалась і лише доповнювалась невеликими будівлями без суттєвих втручань в первісне розпланування.

### За часів Аксакових

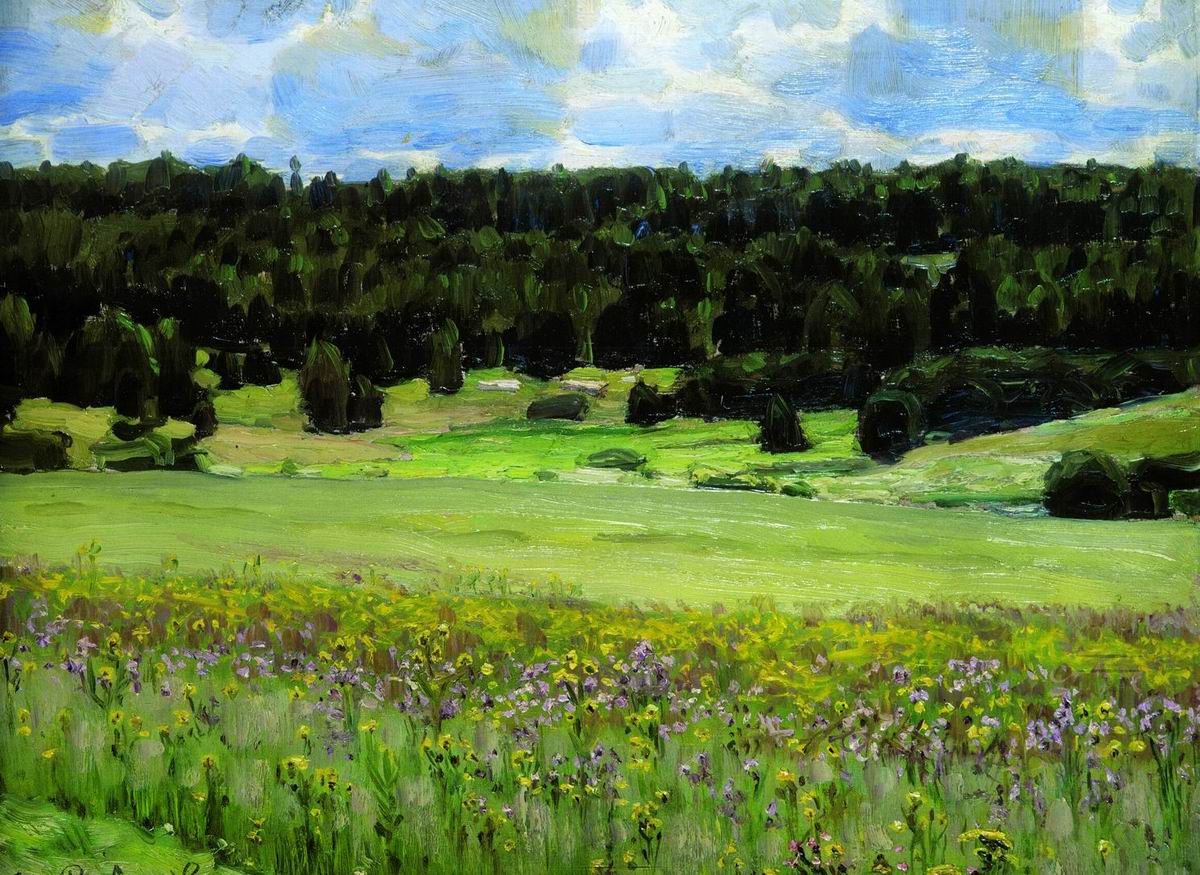
Віктор Васнецов, «Абрамцевские дали», 1880–1886.

Письменник Аксаков Сергій Тимофійович придбав садибу 1843 року. Вона використовувалась влітку. Аксаков мав велику родину і грошей не вистачало. Родина так і не спромоглася побудувати, наприклад, кам'яний барський будинок та садибну церкву. Ліберально настроєний господар підтримував зв'язки з тодішніми російськими літераторами.
Приятелем сина Аксакова — Костянтина — був Бєлінський Віссаріон Григорович, що навчався з ним в Московському університеті. Коли Бєлінського за протиурядові думки звільнили від праці в університеті, Аксаков-батько узяв його на роботу в Межевий інститут, рятуючи письменника від злиднів.
Серед гостей Аксакових — молодий письменник Іван Тургенєв
В садибі Абрамцево в останні роки життя знайшов тихий прихисток і Микола Гоголь, для якого господарі виділили окрему кімнату. Отже, володарів садиби з літераторами пов'язували не тільки літературні зацікавлення.
Із садибою Абрамцево пов'язані долі Соф'ї (племінниці дружини письменника Аксакова) та художника Костянтина Трутовського (1826—1893). Вони зустрілись в садибі і покохали один одного. Але прохання пошлюбитися з коханою відхиляв пихатий та деспотичний батько Соф'ї. В справу втрутився сам письменник Сергій Тимофійович, що дозволяв бачитися молодятам в садибі і доклав чимало зусиль, аби вони побралися. Перемови з батьком Соф'ї були довгими, але діло владнали. Аксаков і молоді Трутовські святкували і весілля, і перемогу над негнучким батьком.
Аксаков прожив в садибі 16 років і вже сліпого його вивезли в Москву, ближче до лікарів. В Москві він і помер на 68 році життя. Садиба перейшла в володіння його дочки — Віри Сергіївни. Вона і продала садибу 1870 року, що вже стояла пусткою.

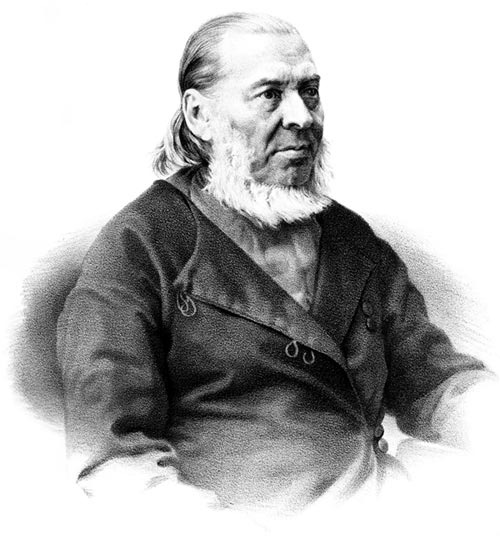
Письменник Сергій Аксаков
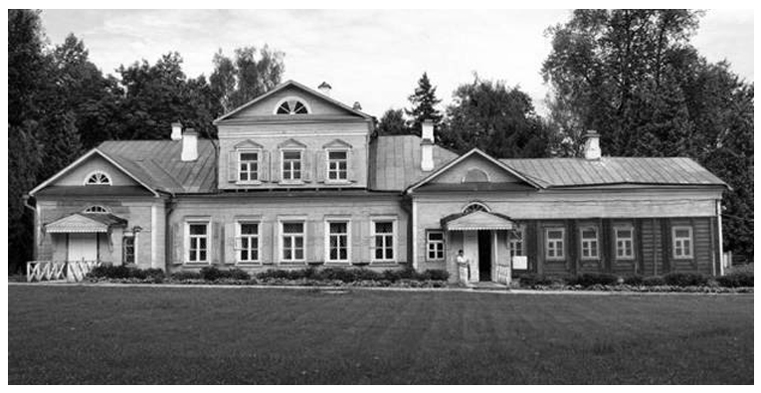
Панський будинок садиби Абрамцево
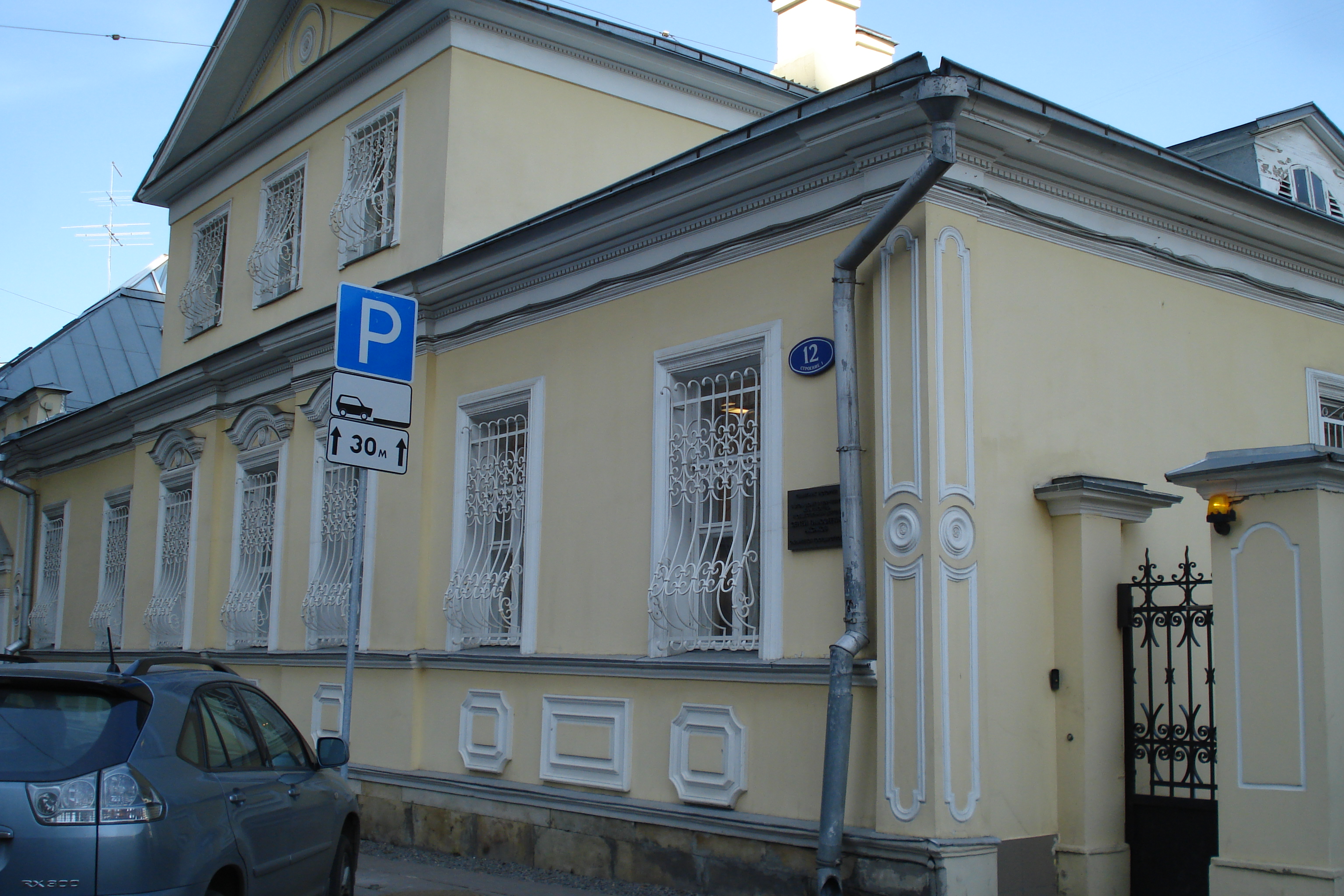
Будинок Аксакова в Москві, 2009 рік.

### Із опису літератора Н.М.Павлова

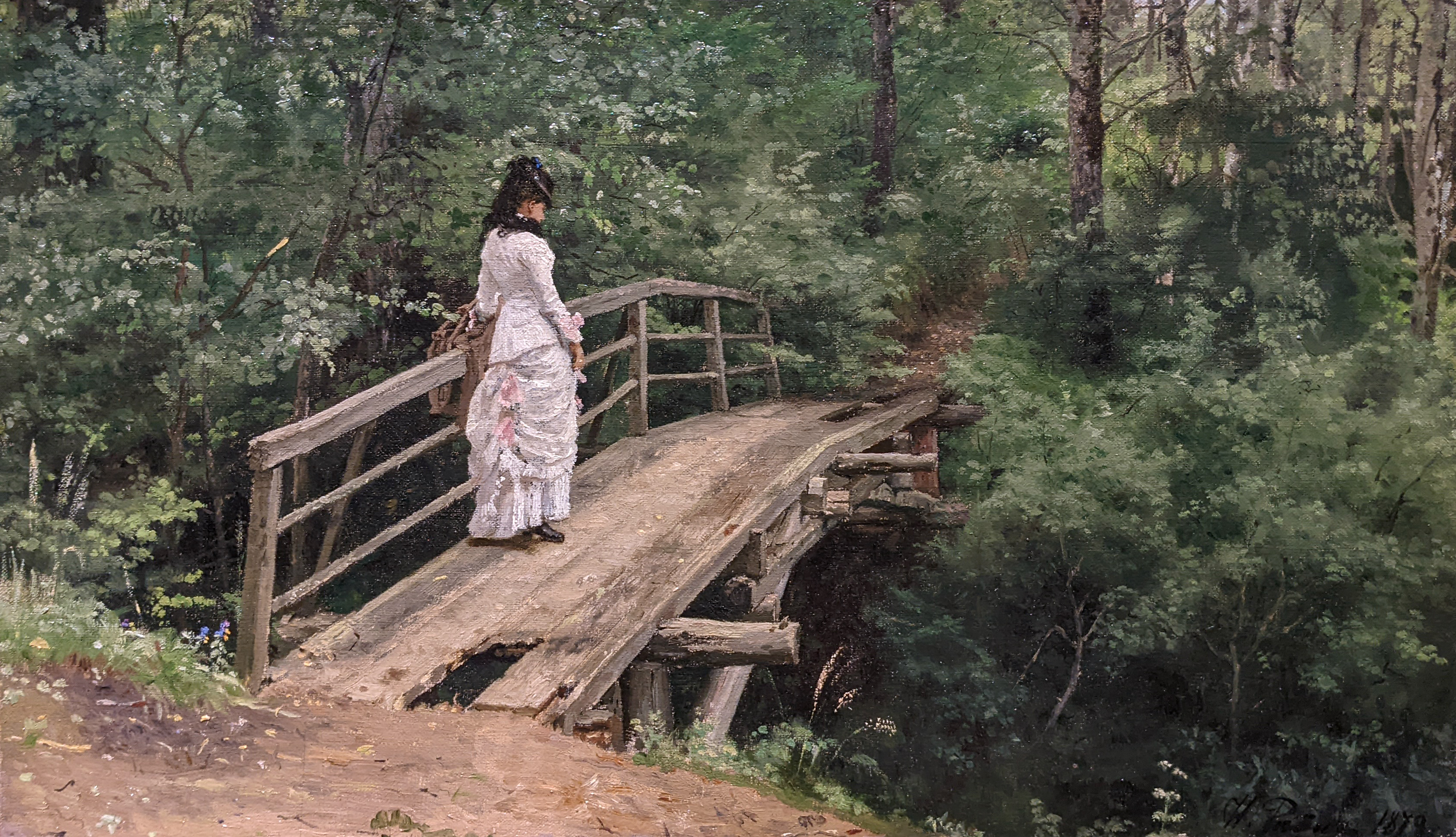
Ілля Рєпін, «Летний пейзаж», 1879.

«З пагорба відкривався краєвид на річку Ворю, усю звивисту, завширшки у два кінські скоки, а деінде від греблі і ширшу. Річка Воря, із болотяними берегами і численними затоками, була уся в водяній траві і водних квітах. За її низиною угадувався знову нагірний бік; і там, на горі, в оточенні ялинового гаю, що мішався із негустим чорноліссям, проглядала простора, старовинна, поміщицька садиба, мета нашої подорожі: Абрамцево… Парадний вхід із дахом, точнісінько як і в тисячі інших садиб того часу, відкрив нам свої просторі сіни. Дерев'яний, пофарбований по ґонту будинок з фасаду був довгастої і старовинної побудови». Мало що тут змінилося із пори 19 століття. Тобто не шукайте тут архітектурних шедеврів чи блискучих проєктів закордонних чи вітчизняних геніїв. Вони не в Абрамцево, вони — в інших садибах, часто покинутих і поруйнованих.
Але про садибу Абрамцево добре знав і письменник А. П. Чехов. Антон Павлович роздивився в садибі старовинне поміщиче гніздо і згадав його в п'єсі «Вишневий сад». Аби підсилити враження від знищення подібного маєтку, він вказав, що маєток Раневської схожий на садибу Абрамцево.

### Криза садибної культури в Росії
Кінець 19 ст. був не найкращим періодом існування дворянських садиб Російської імперії. Багато з них руйнувались, продавались за безцінь, стояли пусткою або використовувались не за призначенням. Найгіршим були руйнації та зникнення садиб високої мистецької вартості, що залишилися без догляду — Стольне Безбородька, Батурин Розумовського, Ярополець Чернишових, Гостилиці Розумовського, Троїцьке-Кайнарджи Рум'янцева-Задунайського.
Нове життя прийшло лише туди, де господарі садиб пристосувались до нових, суворих вимог пореформеної Російської імперії чи були фінансово успішними — наприклад, Архангельське Юсупових. Колишні дворянські садиби швидко міняли володарів. От і Абрамцево перейшло до мільйонера Мамонтова, представника новонародженого класу капіталістів, не-дворянина за походженням. Небагату садибу це врятувало від нищення.

### За часів Мамонтова

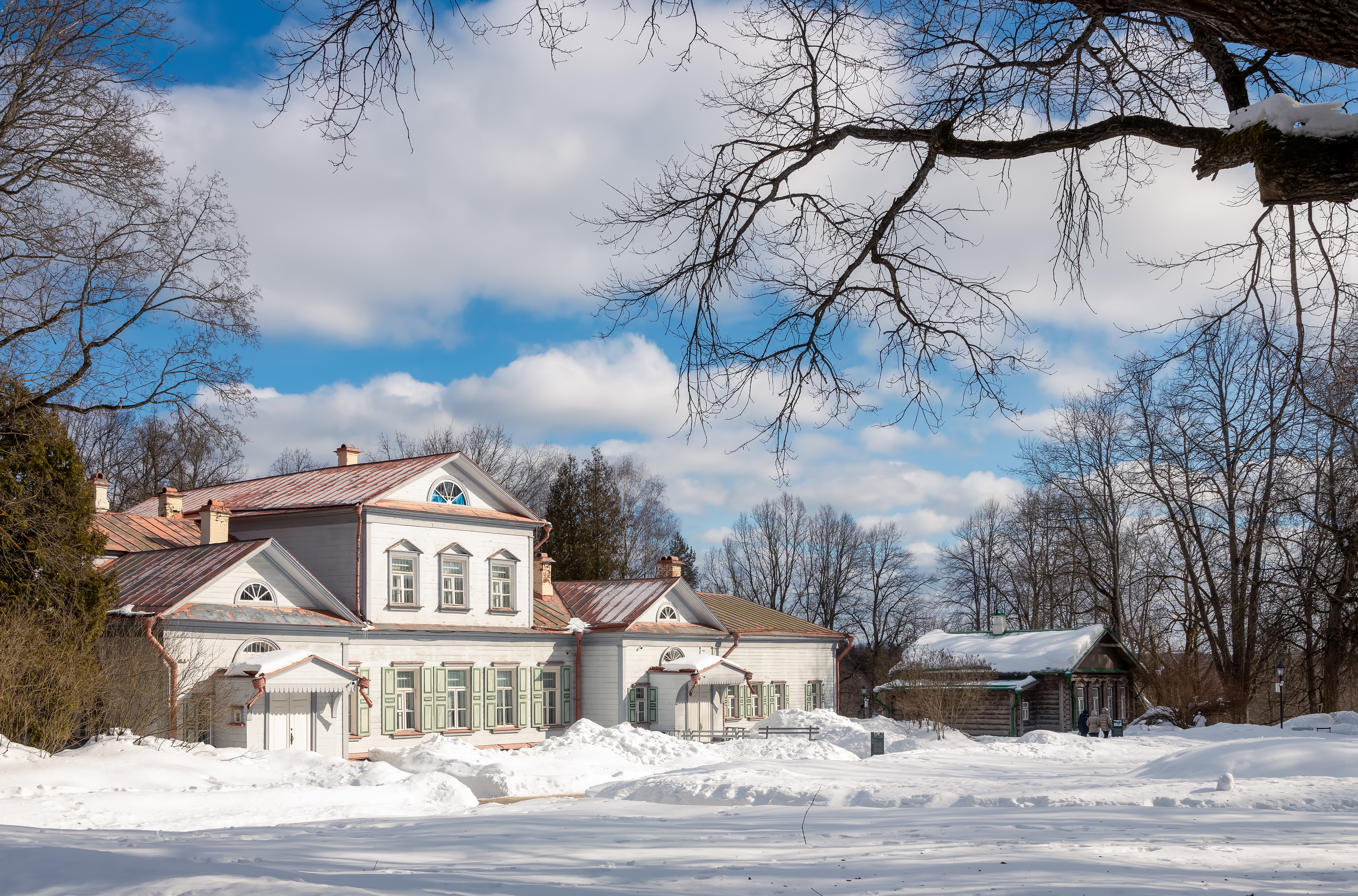
Музей-заповідник «Абрамцево». Садибний дім.

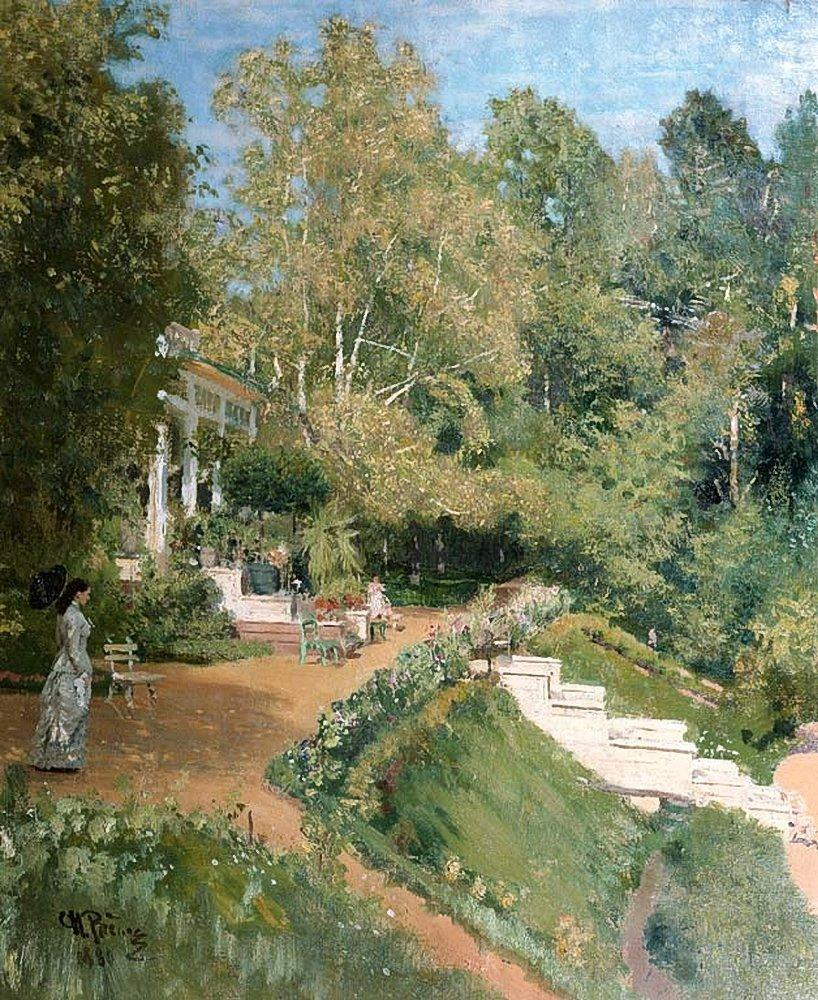
Худ. Ілля Рєпін. Пейзаж в Абрамцево, 1880 р.

У 1870 р. заможний Сава Мамонтов купує садибу у Віри Сергіївни, дочки Аксакова. Новий господар поціновує історичне минуле садиби і робить дещо для увічнення пам'яті письменника. Саме за Мамонтова в садибі наново відтворили кабінет письменника. За задумом Савви Івановича садиба Абрамцево повинна стати родовим гніздом Мамонтових. Задля збереження подій в маєтку створено «Літопис сельця Абрамцева», який ретельно вів володар з року придбання садиби. До того ж, тут було де розгулятися дітям Мамонтових.
Садиба вже занепадала і потребувала ремонту та облаштування для нових вимог, для житла великої родини Мамонтових та їх численних гостей. Фруктовий сад частково вирубали заради побудови оранжереї, нових лазень, будинків для слуг, комор, сараїв.
Родина Мамонтових мешкає тут влітку, але запрошує до себе гостей, переважно з художньо-артистичного світу. Серед відвідувачів садиби — художники, діячі театру, скульптори, архітектори-аматори і архітектори-фахівці.
До перебудов залучають гостей. Так, за проєктом архітектора В. Гартмана побудували студію-майстерню, пізніше — новий флігель лазень. Проєкт лазень, розкішно-декоративний створив архітектор І. Ропет. У будівництво втрутився сам Савва Мамонтов і прибрав геть відверто помпезний та зайвий декор Ропета. Цікаво, що лазня-теремок ніколи не використовувалась як лазня. Казковий декор лазні подобався володарям і гостям, тому її зберігали, а нову і просту лазню побудували далі по берегу річки Ворі. Поступово виникає нове товариство — Мамонтовський гурток, без активного втручання якого не робиться жодної добудови.

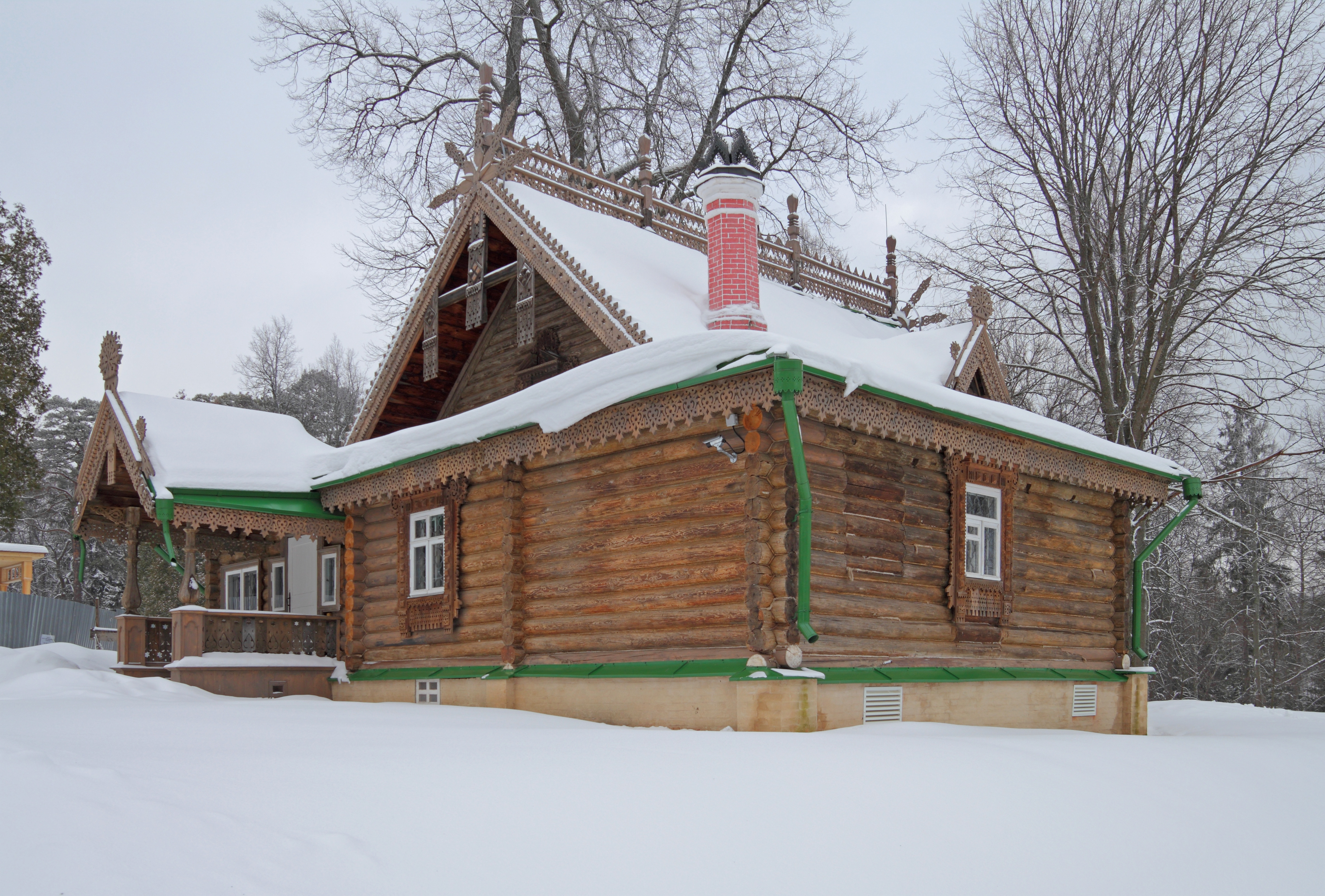
Майстерня в Абрамцево
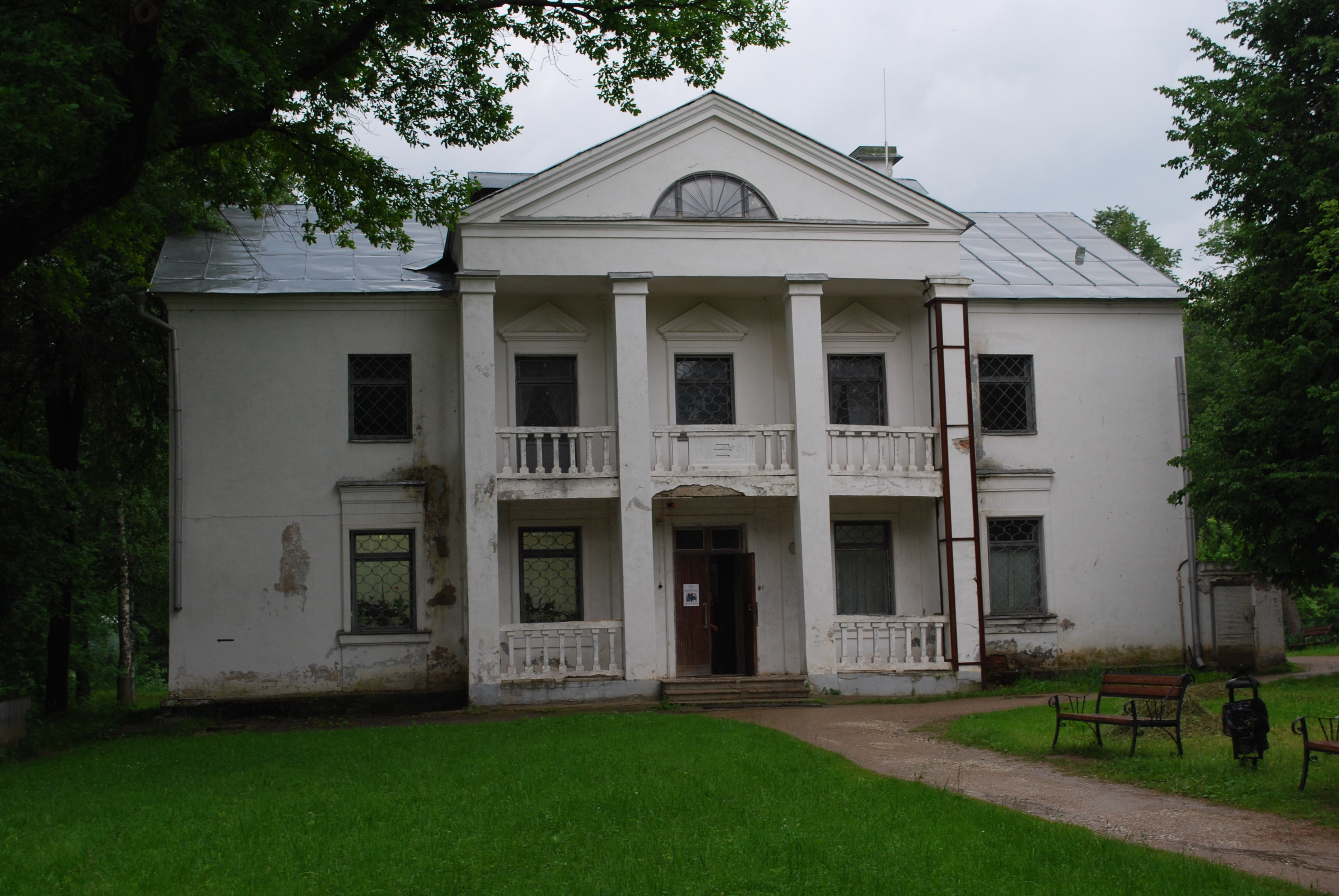
Колишня лікарня
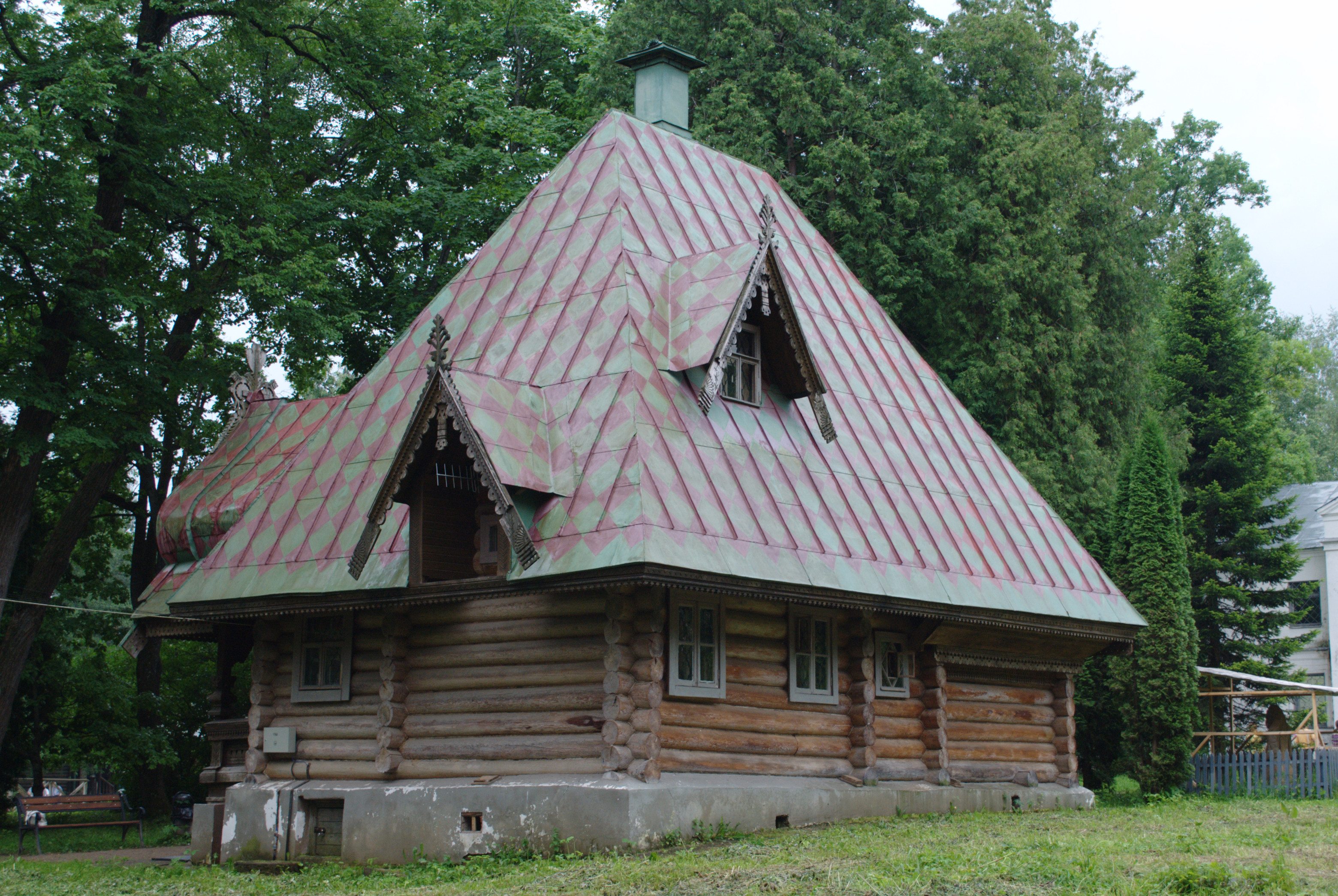
Лазня з дахом-шатром
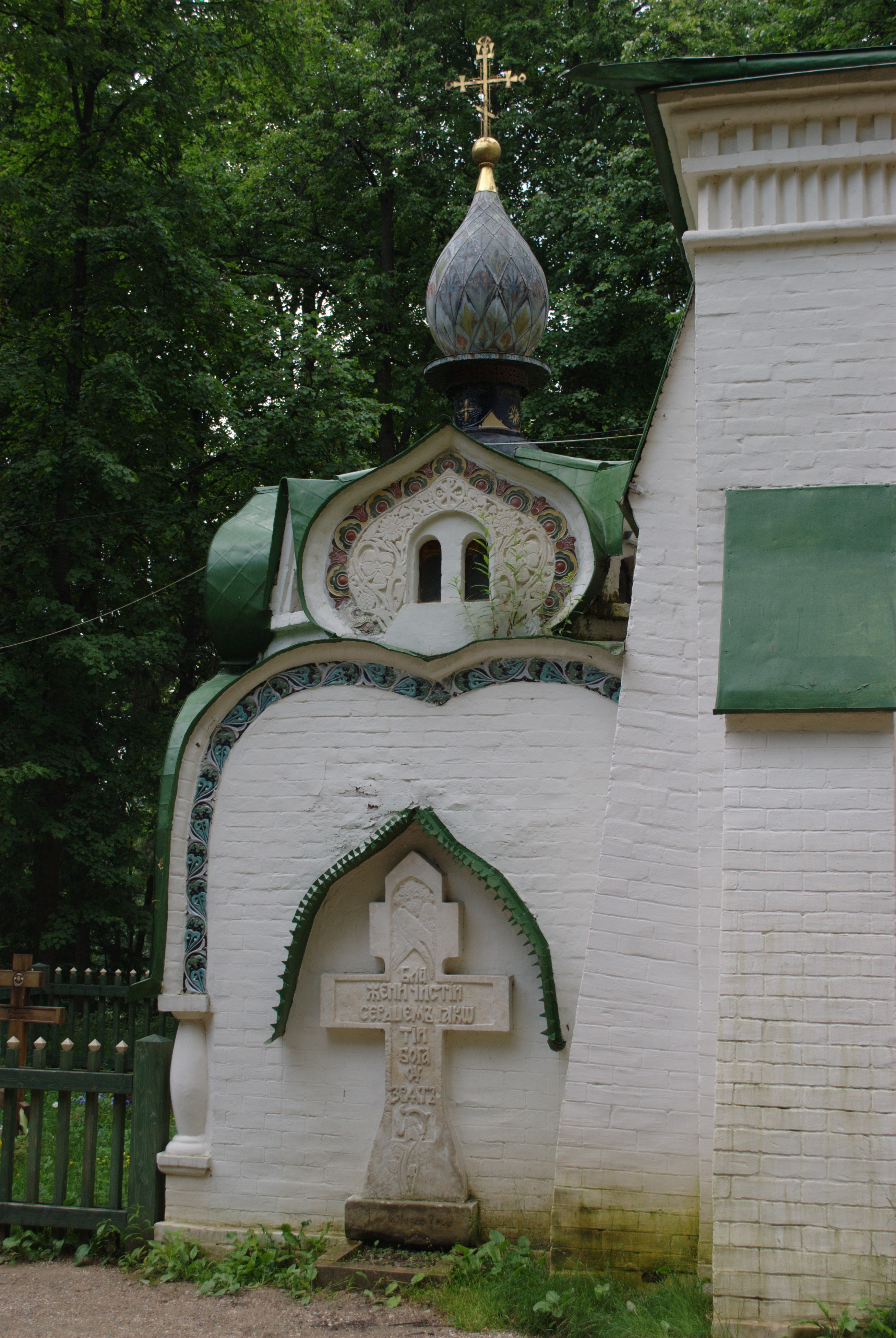
Каплиця церкви

### Садибна церква

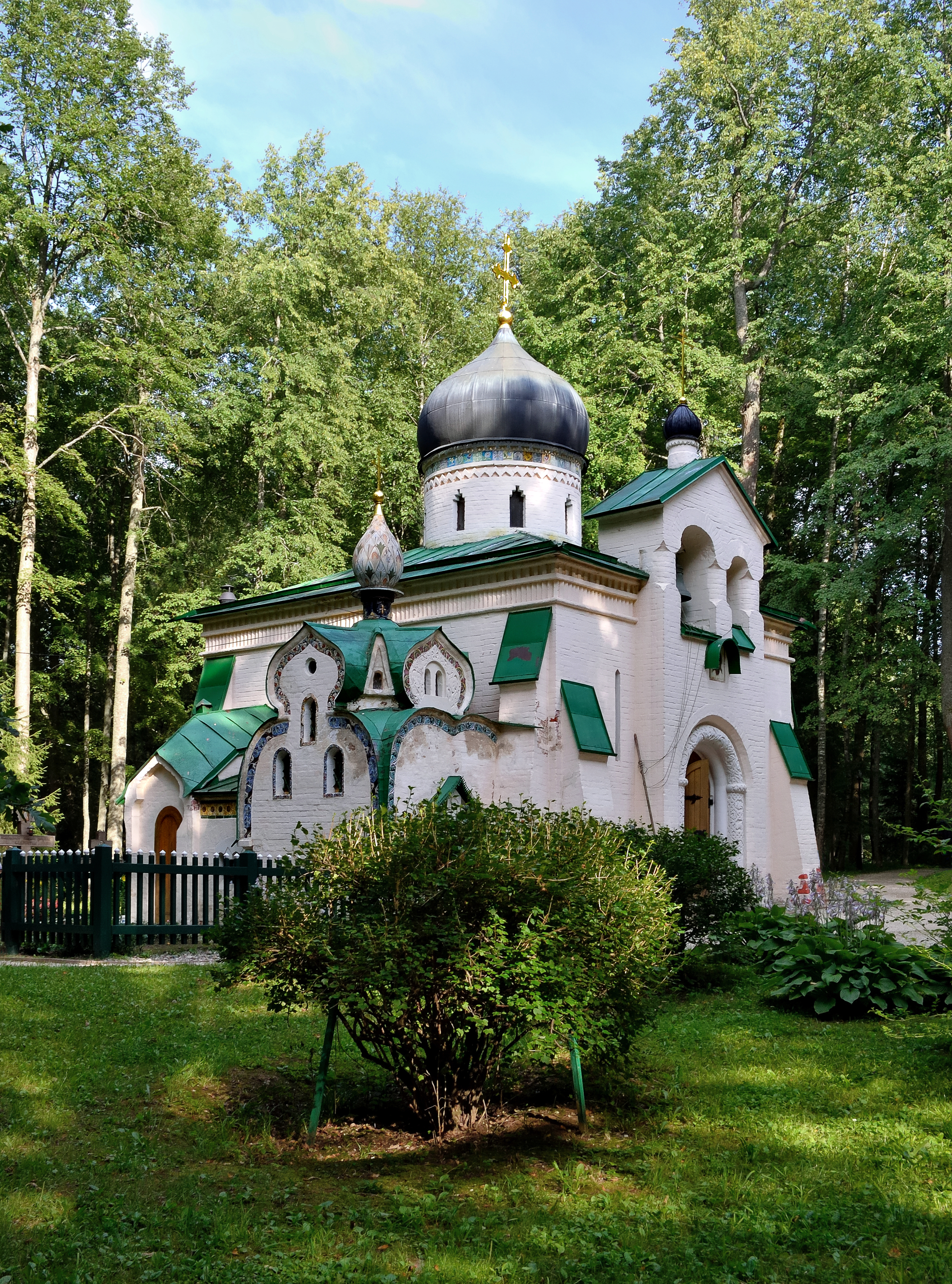
«Казкова церква» в Абрамцево, проєкт Віктора Васнецова і Васіля Полєнова.

Релігійно налаштованою особою була дружина Савви Мамонтова.
Особливо це виявилось під час проєктування та будівництва садибної церкви. У 1880 р. виникла ідея її побудови, до якої долучилися майже всі члени Мамонтовського гуртка. Первісний проєкт створив художник Полєнов, закоханий в середньовічну архітектуру Новгорода. За основу покладено архітектуру церкви Спаса на Нередиці 12 століття. Проєкт до реалізації доводив другий художник — Віктор Васнецов. Полєнов створив ікони  «Благовіщення», «Тайна вечеря» та решту інших, Васнецов — ікони «Богородиця» та «Сергій Радонезький». Жіноча половина гуртка вишивала хорогви, пелени, а найсміливіші пішли на риштування та висікали в камені орнаменти наріжних рельєфів, наче справжні каменярі.
Піч в церкві з власноруч створеними кахлями у 1892 р. виклав М. О. Врубель.

## Культурне поселення

### Підтримка ремесел та благодійництво
Піклуванням Мамонтових в селищі поряд з садибою будують так зване «культурне поселення». Коштом Мамонтових побудували сільську лікарню та школу для селянських дітей. Поряд зі школою створили теслярську майстерню, де учні опановували теслярство. Аби учні мали добрі зразки, Мамонтови роблять декілька експедицій та збирають зразки меблів і теслярських виробів. Дружина Мамонтова, Єлизавета Григорівна, створювала ескізи меблів та іноді сама бралася за теслярський реманент. В садибі зберігається дубова шафа, створена нею власноруч.

### Кераміка Врубеля

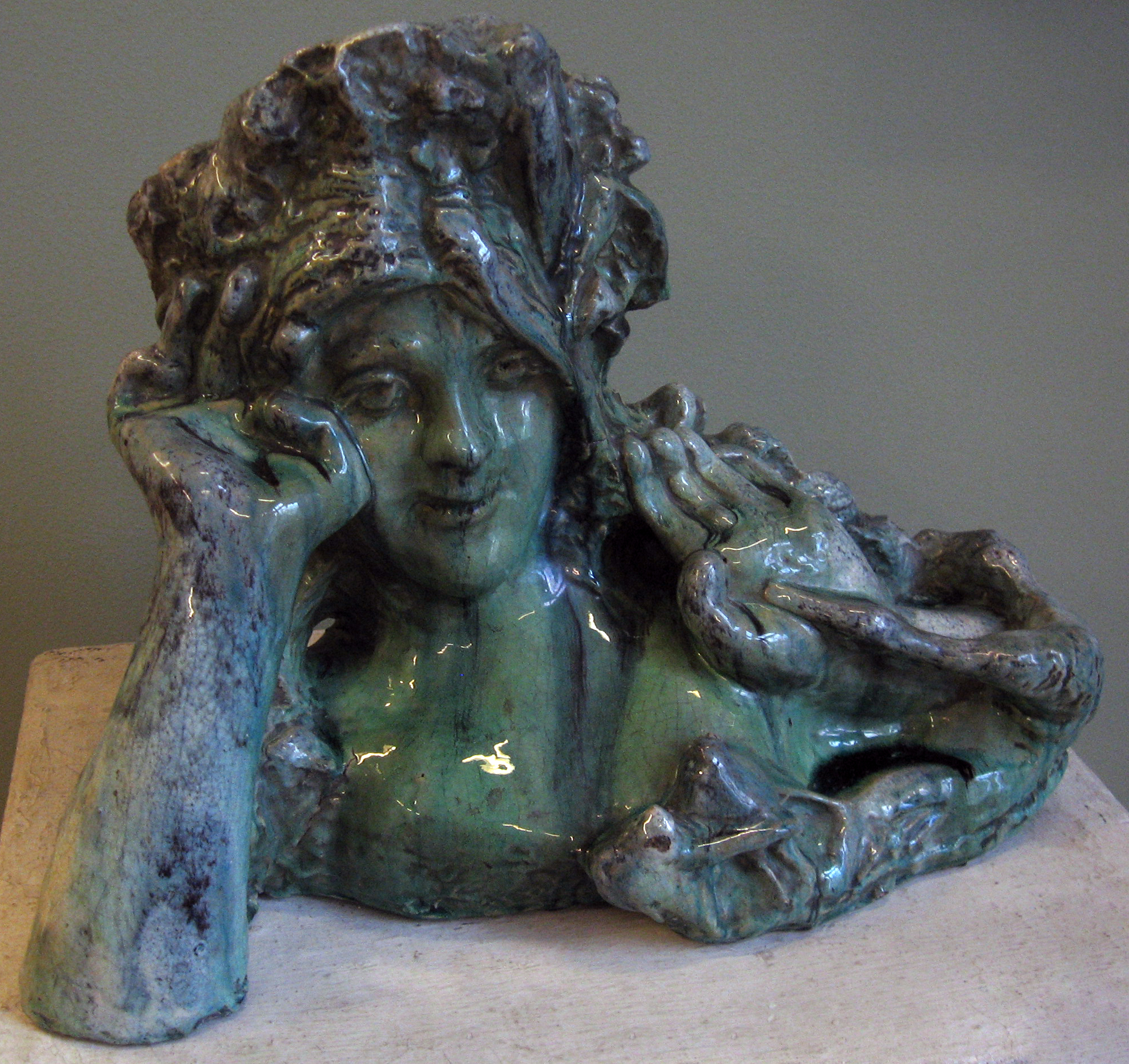
Михайло Врубель. Морська цариця Волхова

Власник садиби, Савва Мамонтов, був закоханим в кераміку. Тому в садибі були всі умови для створення різнокольорових кахлів та кераміки. Завдяки цьому до створення керамічних виробів залучився Врубель, який виявив здібності неабиякого скульптора та колориста. В пейзажному парку садиби кольоровими кахлями Врубеля викладено керамічну садову лаву.

### Аматорський театр садиби
Продовженням традицій садибних театрів доби кріпацтва став аматорський театр в Абрамцево. Оперним співом захоплювався і сам Савва Мамонтов. Для проведення аматорських вистав віддавали вітальню, де спорудили дерев'яну сцену.

### Меморіал Мамонтових
Церква садиби несподівано знадобилася родині через передчасну смерть сина Савви — Андрія. Його ховають в садибній церкві. У 1907 р. померла молодою жінкою дочка Савви — Віра, відома за картиною Сєрова «Дівчинка з персиками». А через рік — дружина господаря. Так в церкві з'явилося ще два поховання. У 1918 р. пішов з життя і сам Савва Мамонтов. Його теж поховали в садибній церкві.

### Абрамцево за часів СРСР

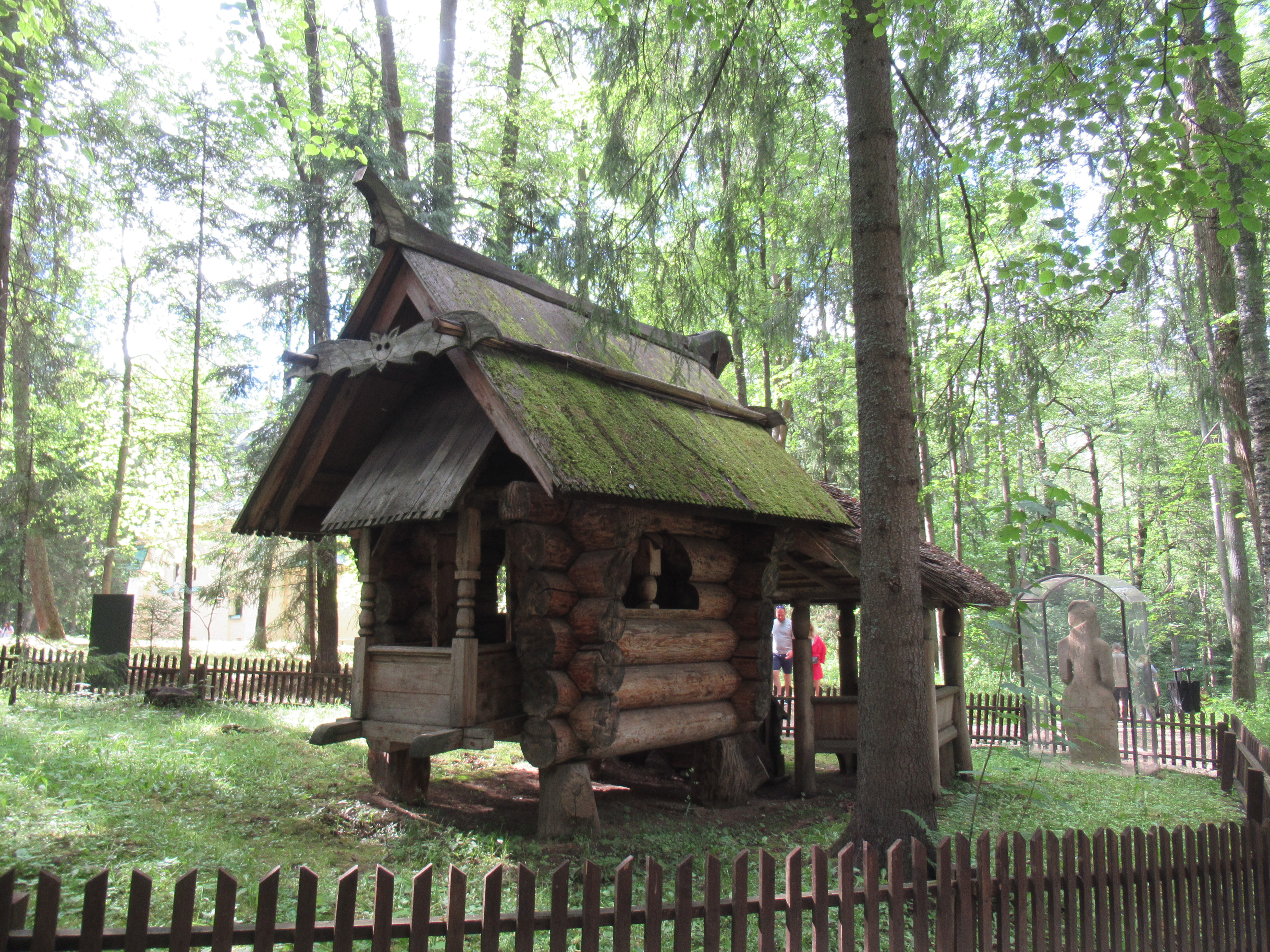
Хатка на курячій лапці

В 1918 садиба Абрамцево перетворена на музей. Спроби зруйнувати садибу не вдавались, на її захист стали мешканці навколишніх сіл. Але церкву в садибі закрили, а невеликий цвинтар біля неї зруйнували. Цвинтар відновили лише після розпаду СРСР та нового запровадження капіталізму в Росії. На початок 21 століття церква не повернута громаді, а використовується як виставкове приміщення музею-садиби.
На території садиби вибудували кам'яний будинок відпочинку для радянських художників. Це додало тихому музейному закладу хаосу і галасу. На початок 21 ст. будинок відпочинку для радянських художників ліквідовано, а приміщення після ремонтів переобладнано під виставку творів митців 20 століття.
В садибу повернуті старі фото останніх господарів Абрамцева та їхніх гостей, оригінальні малюнки та ескізи художників, що перебували тут. У книжних шафах видання тієї доби. В їдальні на мольберті — копія картини Валентина Сєрова «Дівчинка з персиками». У парку садиби реставрована керамічна лава, створена Врубелем.
Теслярська майстерня стала базою для самостійного художнього промислу.

## Галерея

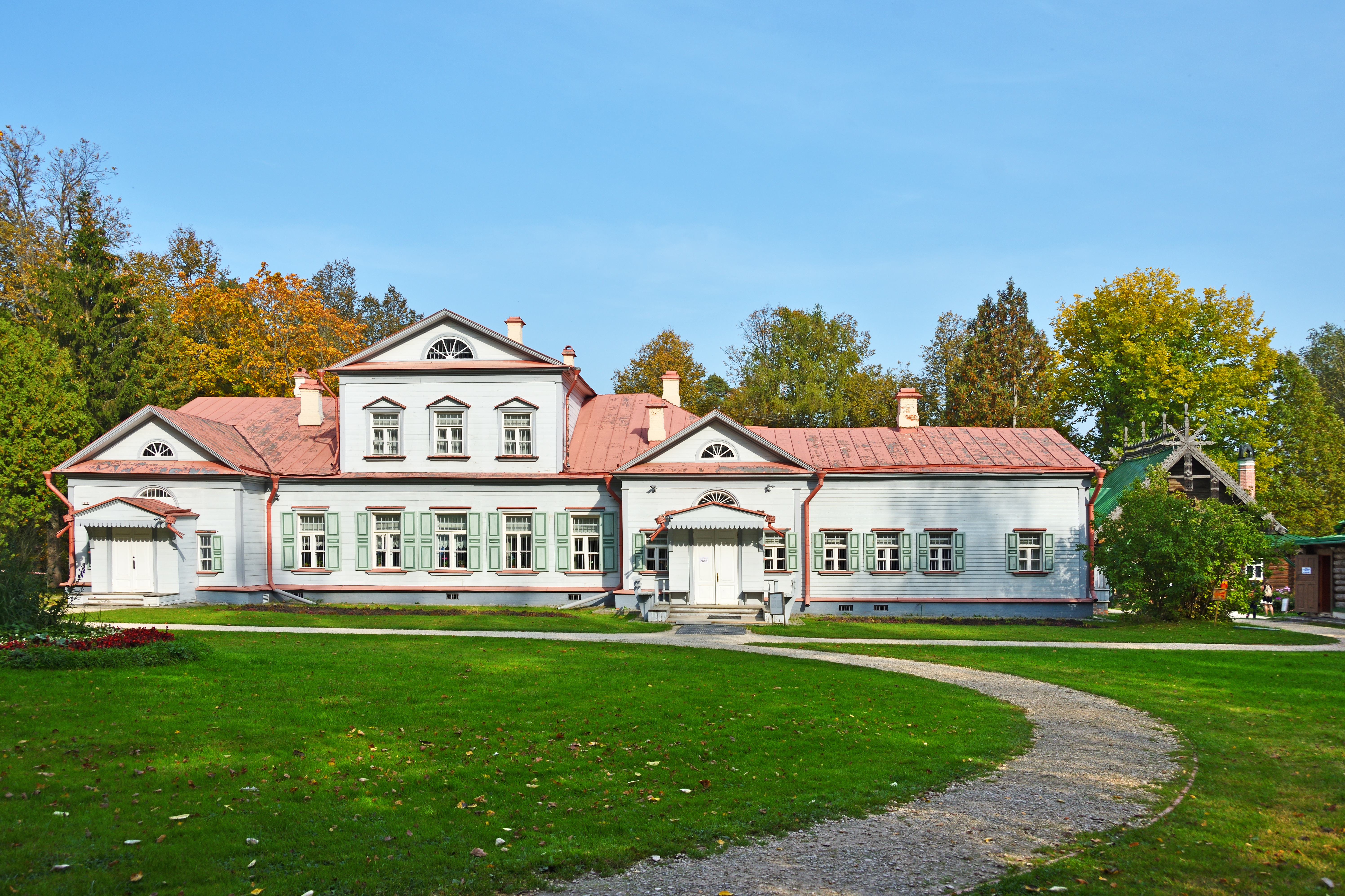
Панський будинок.
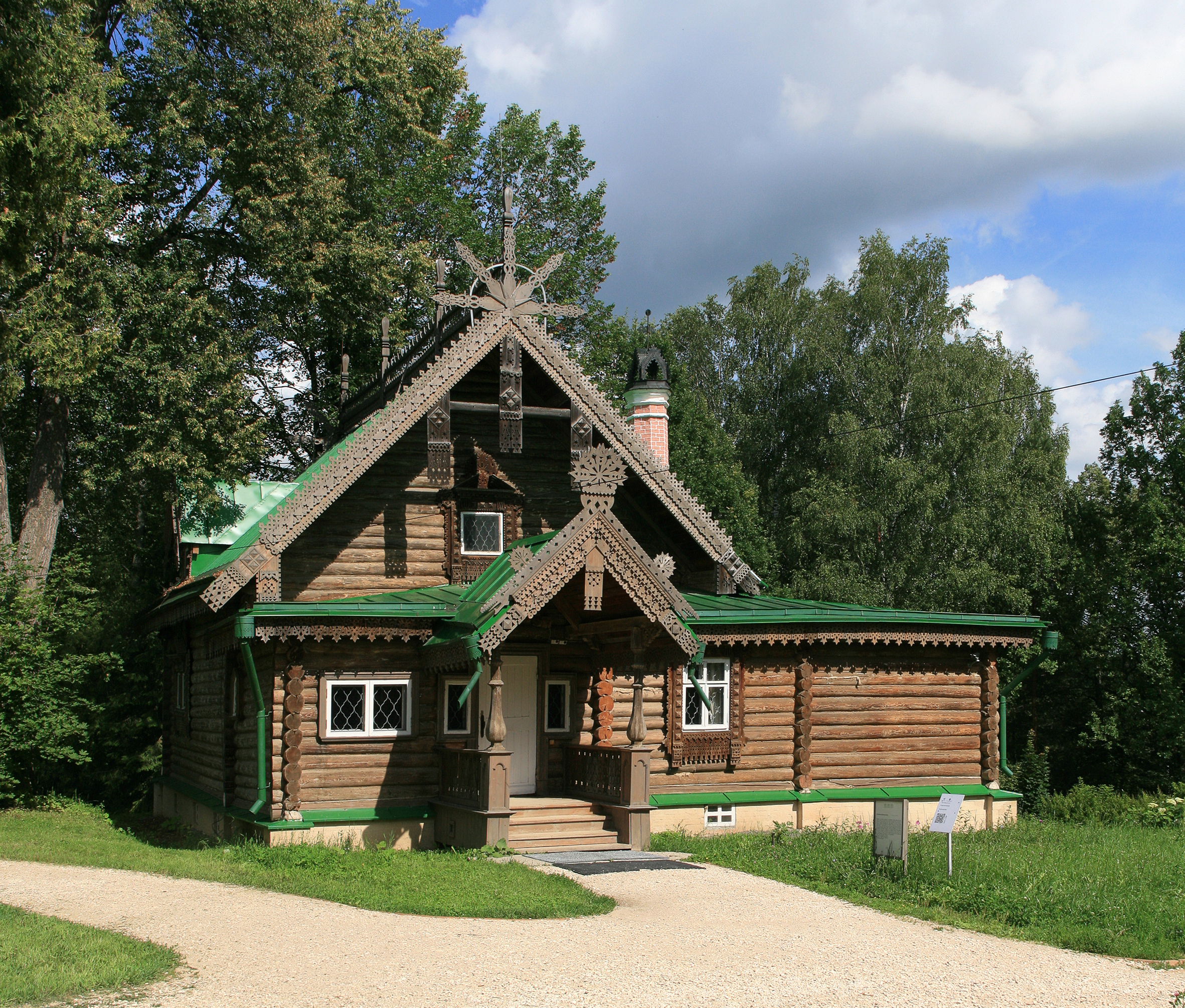
Майстерня.
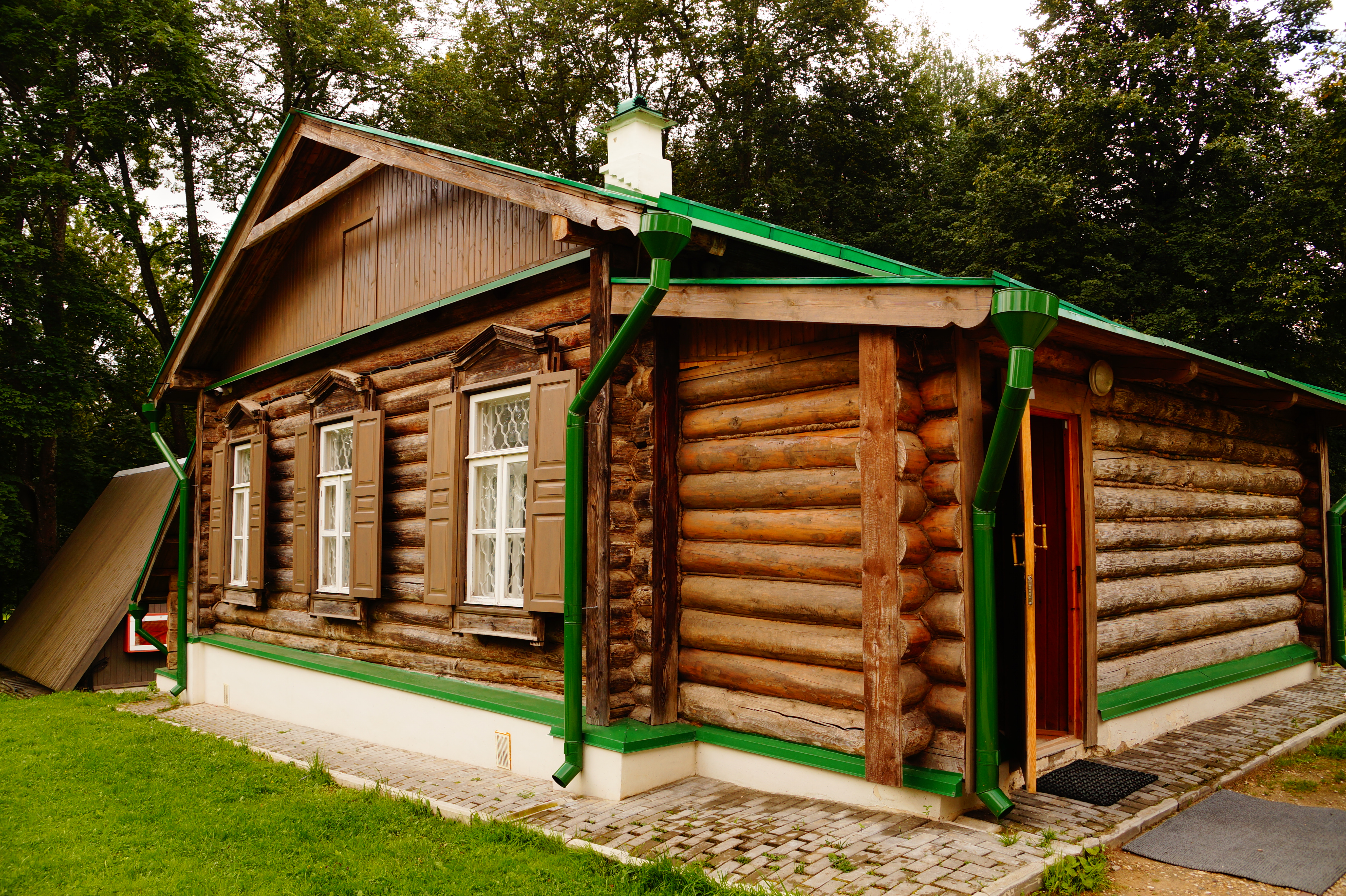
Панська кухня.
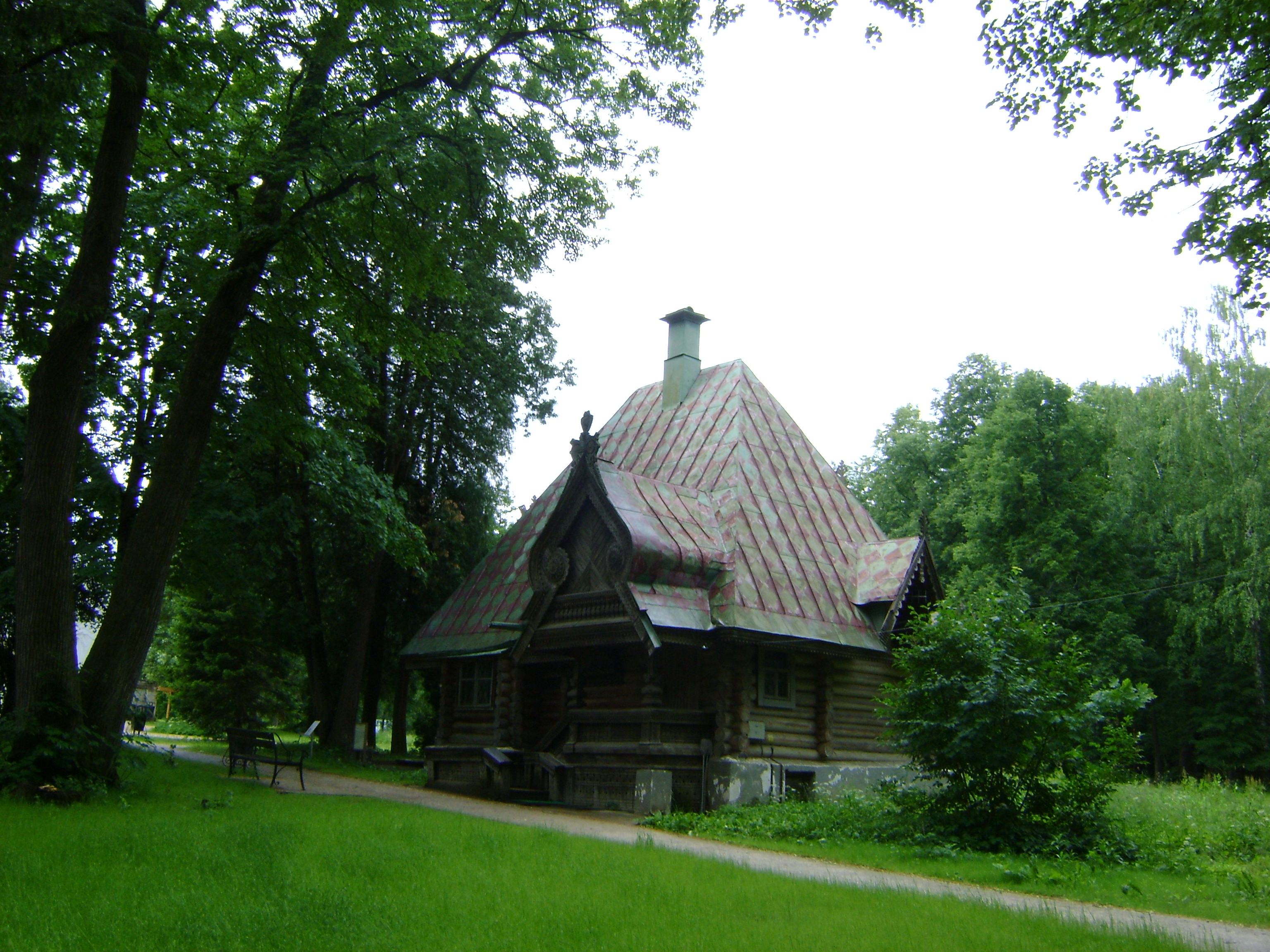
Лазня.
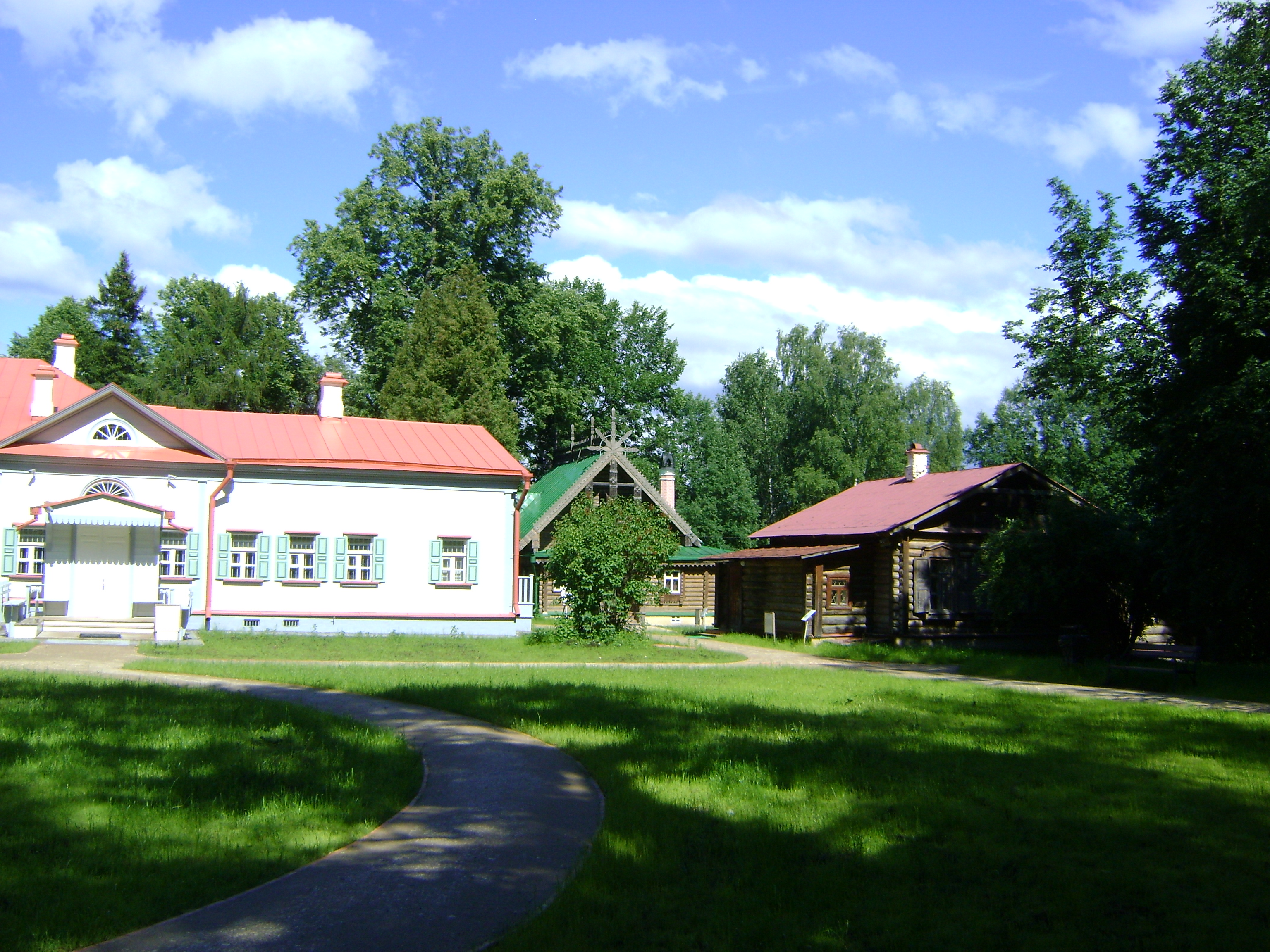
Панський дім, майстерня і кухня.
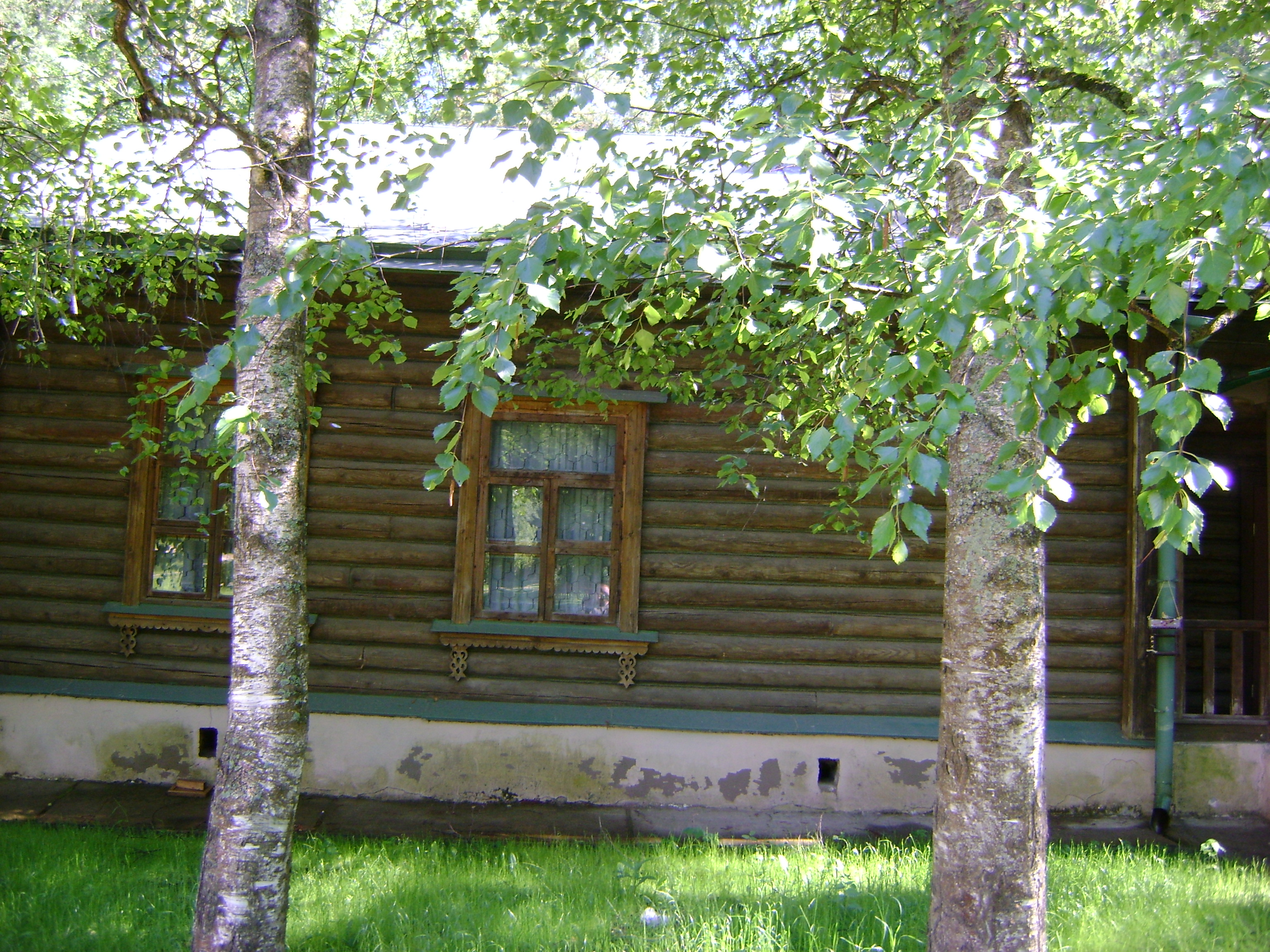
Людська (челядня).
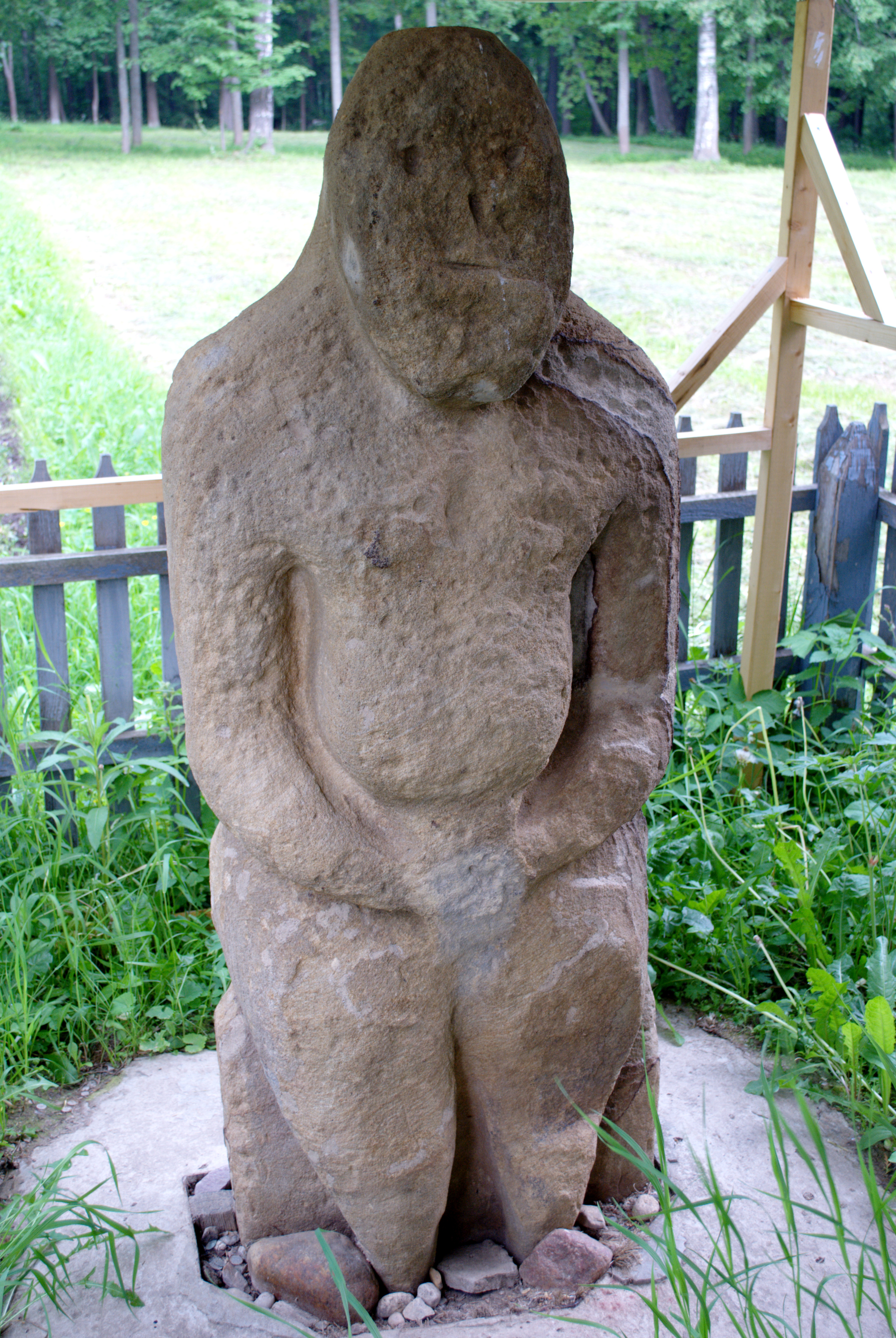
Половецька баба з України[7].
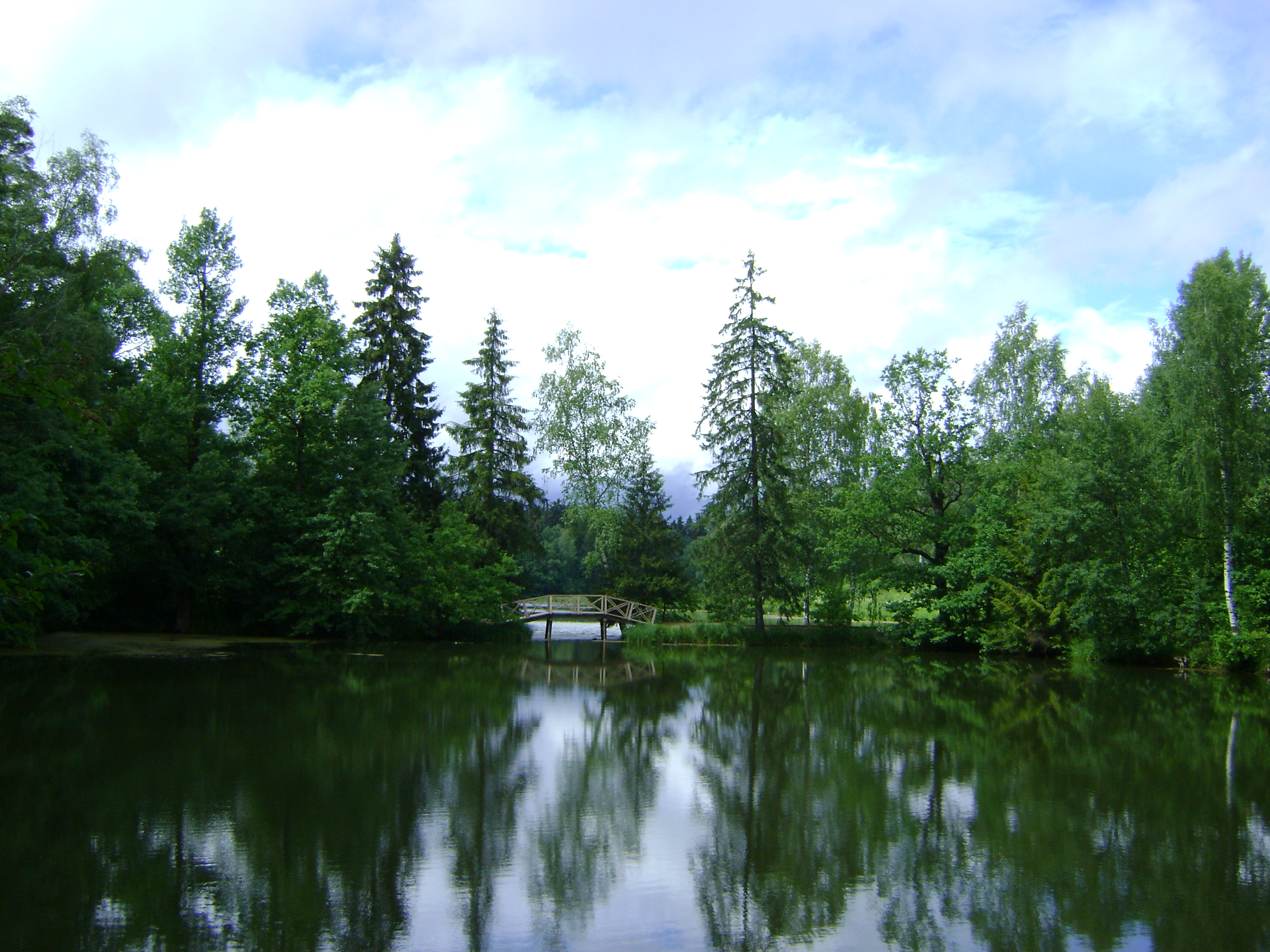
Нижній став[8].
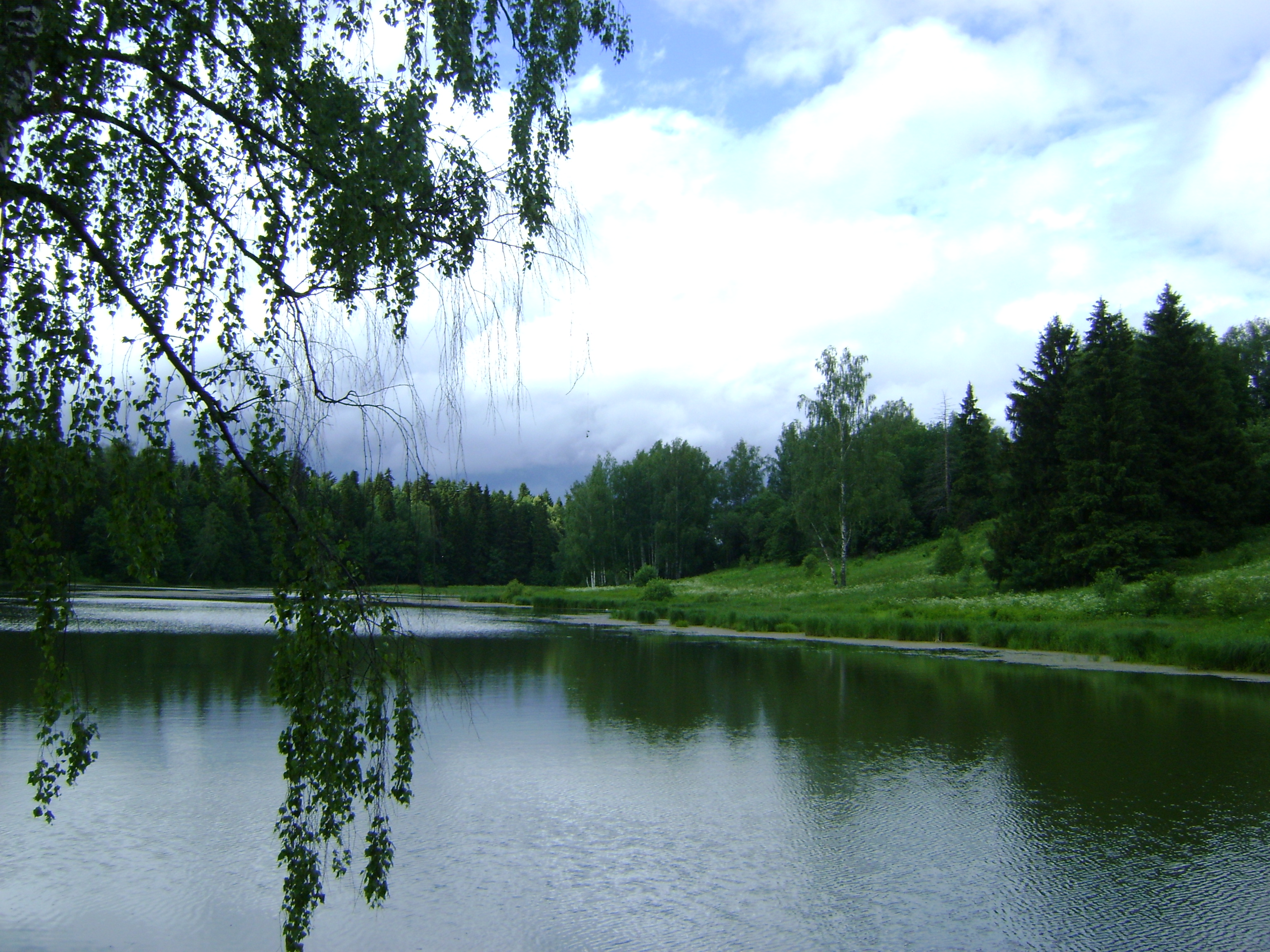
Річка Воря.
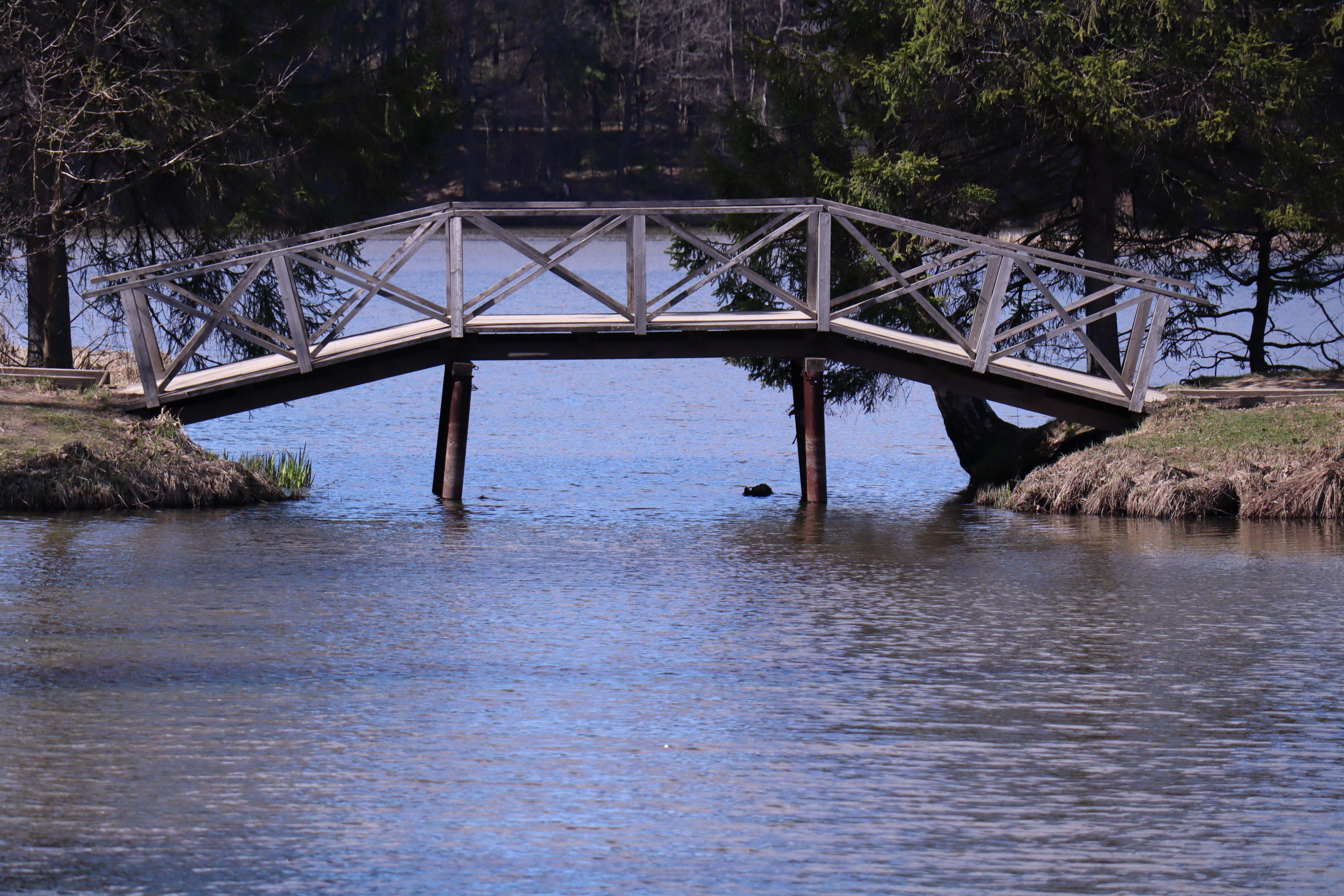
Місток через став.
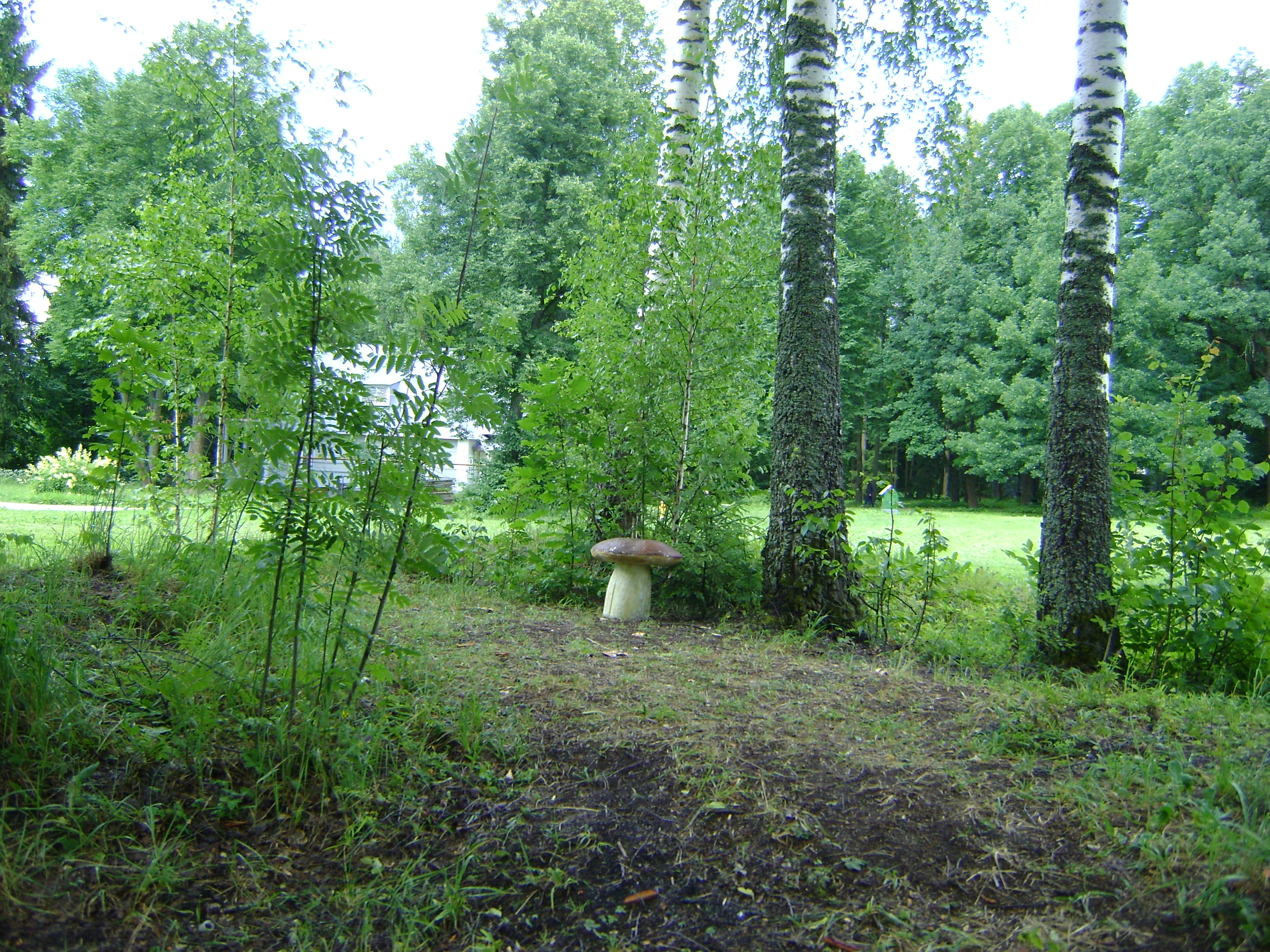
Штучний грибок у садибному гаю.